# Glischropus
Glischropus is een geslacht van zoogdieren uit de familie van de gladneuzen (Vespertilionidae). De wetenschappelijke naam van het geslacht werd in 1875 gepubliceerd door George Edward Dobson.

## Soorten
Er worden 5 soorten in dit geslacht geplaatst:
- Glischropus aquilus Csorba et al., 2015
- Glischropus bucephalus Csorba, 2011
- Glischropus javanus Chasen, 1939
- Glischropus meghalayanus Saikia, Ruedi, & Csorba, 2022
- Glischropus tylopus (Dobson, 1875)